# 서정혁
서정혁(徐正赫, 2006년 3월 9일 ~ )은 대한민국의 축구 선수로 포지션은 왼쪽 풀백, 왼쪽 윙어이며 현재 K리그1 전북 현대 모터스 소속이다.